# Cărand
Cărand (en hongrois : Hévízkáránd) est une commune du județ d'Arad, Roumanie qui compte 1 036 habitants.
La commune est composée de 2 villages : Cuied et Seliștea.

## Culture
D'après le recensement de 2011, la commune compte 1 036 habitants, en forte baisse par rapport au recensement de 2002 où elle en comptait 1 320.